# Sora Calcio 1907
La A.S.D. Sora Calcio 1907 es un club de fútbol de Italia, con sede en Sora (Frosinone), en la región de Lacio. Fue fundado en 1907 y refundado en varias ocasiones. Compite en la Serie D, cuarta categoría del fútbol italiano.

## Historia
El fútbol fue introducido en la ciudad de Sora en 1904 por un joven genovés llamado Ghigliotti, entonces jugador del Genoa, quien pasaba sus vacaciones en la localidad, que en aquel momento pertenecía administrativamente a la provincia de Terra di Lavoro, dentro de la región de Campania. El interés despertado por este nuevo deporte llevó, en 1907, a la fundación del Club Ginnastica e Calcio Sora por parte de un grupo de jóvenes locales. Los colores sociales elegidos fueron el blanco y el negro, tomados del escudo cívico. En ausencia de un campo deportivo específico, los primeros partidos se disputaron en la Piazza Nova, que fue nivelada para la ocasión y equipada con porterías móviles y una tribuna lateral provisional para los espectadores.
En 1957, graves dificultades económicas impidieron a la sociedad inscribirse en el campeonato, lo que supuso de facto su desaparición. El legado deportivo fue recogido por la Unione Sportiva Sora, que reinició su actividad desde las categorías más bajas del fútbol amateur. En la temporada 1959-1960, la dirección técnica fue confiada a Alcides Ghiggia, célebre futbolista uruguayo, campeón del mundo en 1950 y autor del gol decisivo en la final contra Brasil, conocida como el Maracanazo.
El mayor período de esplendor deportivo se registró en la década de 1990, durante la cual el equipo alcanzó la Serie C1, que en ese momento constituía la tercera categoría del fútbol profesional italiano. Sin embargo, en 2005 una nueva crisis financiera provocó la no inscripción del club en los campeonatos oficiales y su disolución. Al año siguiente, el Città di Sora, recién ascendido a la Promozione Regional, adoptó la denominación de Sora Calcio 1907, en referencia al año de fundación del primer club de la ciudad.
En 2015, el club no logró inscribirse en la Serie D. La actividad futbolística fue entonces continuada por el Atletico Sora Valleradice, que pasó a denominarse A.S.D. Sora Calcio, colocándose en una línea de continuidad con la tradición deportiva local. En 2019, tras la fusión con el A.S.D. Marafrica, la denominación fue modificada nuevamente a A.S.D. Sora Calcio 1907.
Tras un largo proceso de reconstrucción, que culminó en la temporada 2022-2023 con la conquista del campeonato de Eccellenza Lazio y el establecimiento de récords nacionales en cuanto a victorias consecutivas y goles marcados, el equipo regresó a competir en el campeonato nacional de Serie D.

## Estadio

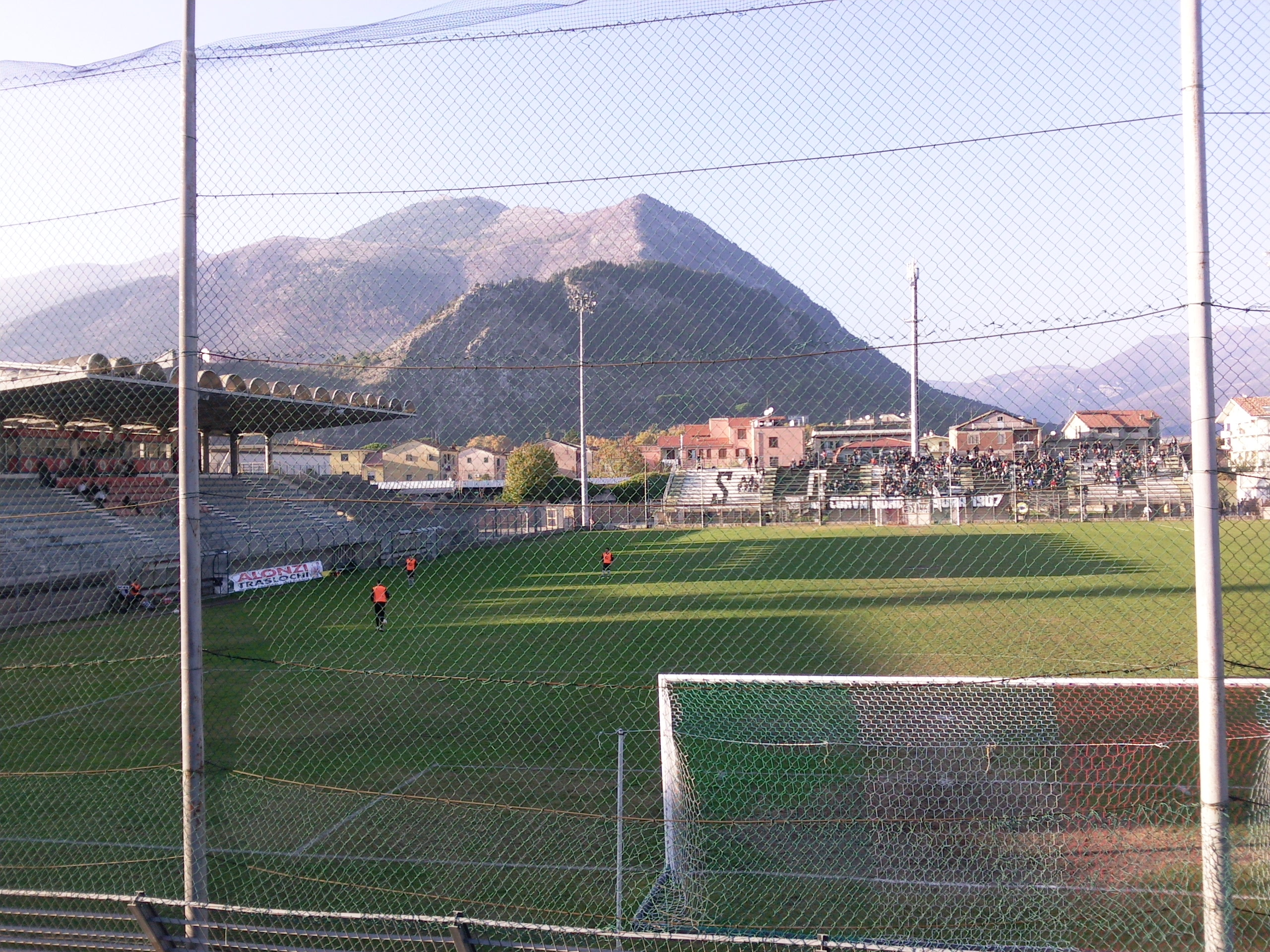
Estadio Claudio Tomei.

El Sora Calcio 1907 disputa sus partidos de local en el estadio Claudio Tomei, situado en la Via Sferracavallo de Sora. Su capacidad estimada es de aproximadamente 5.000 espectadores. El recinto, inaugurado en 1930, fue objeto de una importante remodelación en 2014, que incluyó la instalación de césped sintético.